# Stefano da Cuneo
Stefano da Cuneo (Cuneo, 1340 circa – Gerusalemme, 14 novembre 1391) è stato un francescano, martire per la fede a Gerusalemme con tre confratelli. È venerato come santo dalla Chiesa cattolica.

## Biografia

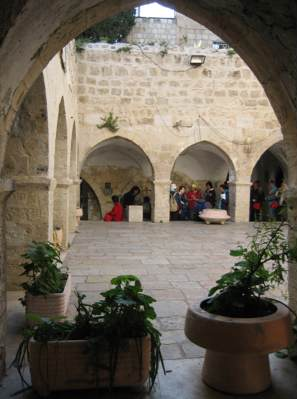
Monastero del monte Sion

Si sa ben poco di questo santo, nato a Cuneo verso il 1340: divenne francescano della provincia francescana di Genova e per otto anni visse nella vicarìa della Corsica.
Mandato a Gerusalemme, visse il resto della sua vita con tre confratelli (Deodato da Ruticinio, Pietro da Narbona ed il croato Nicola Tavelić) nel convento di Monte Sion in Terra santa, isola cristiana nel mare islamico.
Qui con i suoi confratelli predicò il Vangelo e le tesi del cristianesimo confutando alcune ideologie musulmane.
L'11 novembre 1391 si recò, insieme agli altri tre frati, dal cadì per convincerlo a convertirsi, ma quello si rifiutò fermamente, obbligandoli a ritrattare ciò che avevano detto. Essi rifiutarono e furono condotti in carcere dove per tre giorni vennero torturati.
Il 14 novembre furono portati in piazza dove venne chiesto loro se volevano abiurare ciò che avevano detto contro l'Islam, ma loro rifiutarono fermamente un'altra volta e vennero brutalmente martirizzati, fatti a pezzi e infine bruciati, affinché non fossero venerati (le fonti ci sono arrivate attraverso la descrizione fatta dal padre superiore Geraldo Calveti).

## Culto
Il 21 giugno 1970 Papa Paolo VI lo canonizzò con gli altri due frati (la beatificazione era avvenuta nel 1889 da parte di Papa Leone XIII).
La memoria liturgica ricorre il 14 novembre. Dal Martirologio Romano: "A Gerusalemme, santi Nicola Tavelic, Deodato Aribert, Stefano da Cuneo e Pietro da Narbonne, sacerdoti dell'Ordine dei Minori e martiri, che furono arsi nel fuoco per aver predicato coraggiosamente nella pubblica piazza la religione cristiana davanti ai Saraceni, professando con fermezza Cristo Figlio di Dio".
Il culto è ristretto solo alla città di Cuneo, e persino molti cuneesi ne ignorano l'esistenza. 
Un quadro raffigurante la sua immagine è stato da poco esposto nel Santuario della Madonna degli Angeli di Cuneo.